# Нагурка, Томаш
Томаш Нагурка (пол. Tomasz Nagórka; род. 2 октября 1967, Лодзь, Лодзинское воеводство) — польский легкоатлет, специалист по барьерному бегу. Выступал за сборную Польши по лёгкой атлетике в 1985—1994 годах, обладатель серебряной медали чемпионата Европы в помещении, чемпион Польши, победитель и призёр крупных международных стартов, участник чемпионата мира в Токио.

## Биография
Томаш Нагурка родился 2 октября 1967 года в Лодзи, Польша. Занимался лёгкой атлетикой в Варшаве, проходил подготовку в столичном клубе «Легия».
Впервые заявил о себе на международном уровне в сезоне 1985 года, когда вошёл в состав польской сборной и выступил в беге на 110 метров с барьерами на юниорском европейском первенстве в Котбусе.
В 1987 году бежал 110 метров с барьерами на Кубке Европы в Праге, пришёл к финишу пятым.
В 1989 году в барьерном беге на 60 метров стал седьмым на чемпионате Европы в помещении в Гааге, дошёл до полуфинала на чемпионате мира в помещении в Будапеште. Будучи студентом, представлял Польшу на Всемирной Универсиаде в Дуйсбурге, где так же остановился на стадии полуфиналов.
В 1990 году финишировал пятым на чемпионате Европы в помещении в Глазго. В этом сезоне в первый и единственный раз в карьере одержал победу на чемпионате Польши в беге на 110 метров с барьерами, при этом на соревнованиях в Пиле установил свой личный рекорд в данной дисциплине — 13,35. На чемпионате Европы в Сплите занял итоговое четвёртое место.
В 1991 году принял участие в чемпионате мира в Токио, но сошёл с дистанции уже на предварительном квалификационном этапе.
В 1992 году на соревнованиях в Льевене выиграл бронзовую медаль и установил личный рекорд в беге на 60 метров с барьерами — 7,54. На чемпионате Европы в помещении в Генуе завоевал серебряную награду, уступив только представителю Латвии Игорю Казанову.
В феврале 1993 года в Гренобле установил личный рекорд 50-метровом барьерном беге в помещении — 6,67.
В 1994 году бежал 60 метров с барьерами на чемпионате Европы в помещении в Париже, дошёл до полуфинала.
Завершил спортивную карьеру по окончании сезона 1995 года.
Впоследствии работал тренером по общефизической подготовке в различных спортивных командах, в частности с 2019 года работает тренером в волейбольном клубе «Лодзь».